# Halve Maan (Eindhoven)

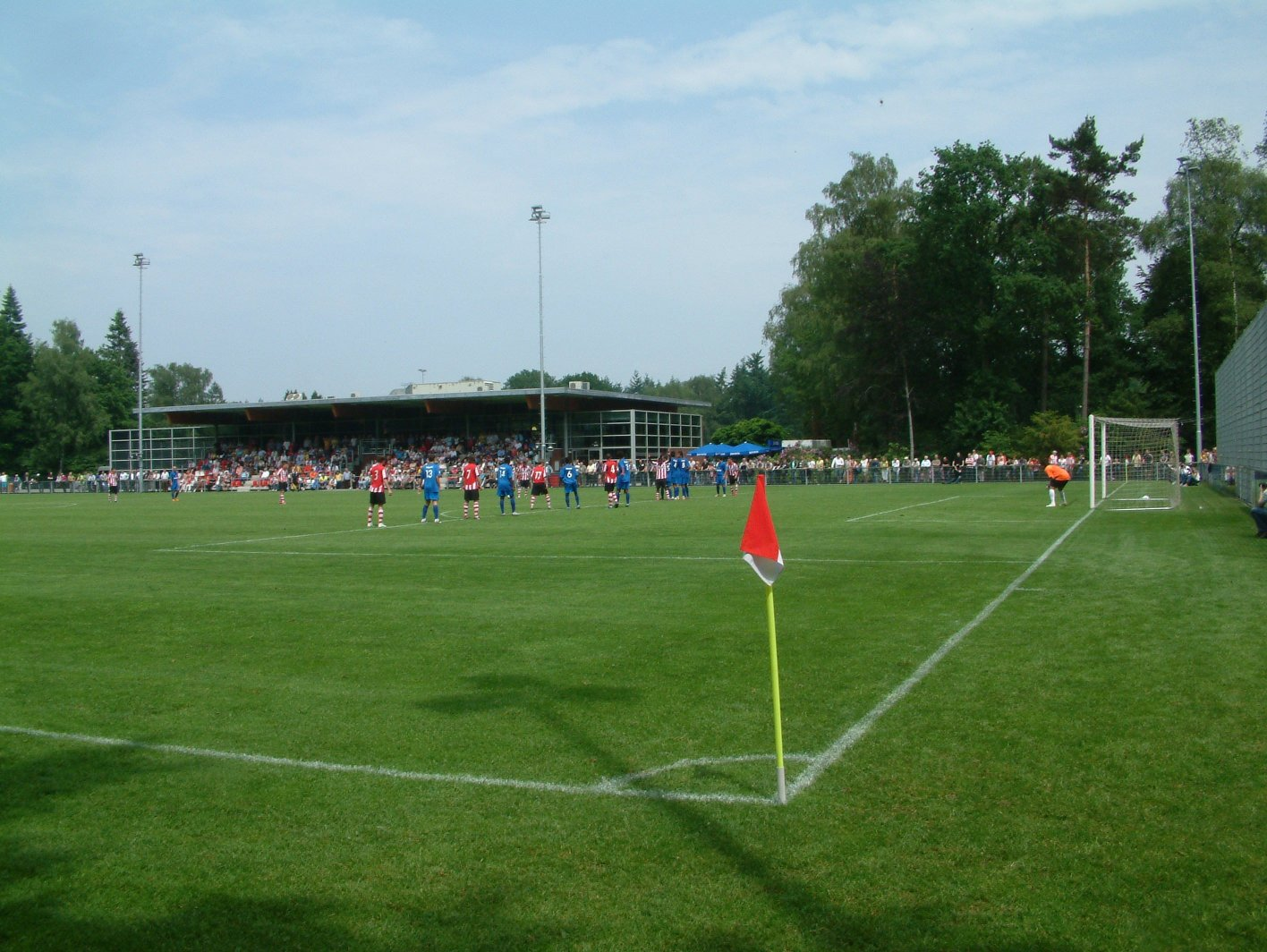
Sportcomplex de Herdgang behoort tot de wijk Halve Maan

Halve Maan is een (uitgestrekte) wijk in het stadsdeel Strijp, Eindhoven, Nederland. Op 1 januari 2023 telde de wijk 10.955 inwoners, verdeeld over 5.253 woningen, met een gemiddelde WOZ-waarde van € 344.000, op een oppervlakte van 11,47 km².
De wijk is onderverdeeld in drie buurten, twee groenvoorzieningen, drie industrieterreinen, waarvan één gebied toebehoort aan Philips.
De drie buurten zijn Het Ven, Lievendaal en Drents Dorp.
De twee groenvoorzieningen zijn de Herdgang en Landgoed De Wielewaal. De Herdgang maakt deel uit van het trainingscomplex van PSV. Tevens ligt er de Philips fruittuin en het Philips de Jongh Wandelpark.
De industrieterreinen zijn De Hurk en Mispelhoef, dat geldt als een distributiecentrum voor zuidelijk Nederland. Het gebied dat toebehoort aan Philips, heet de Zwaanstraat.
De wijk Halve Maan beschikt over twee stadsparken, behalve het Philips de Jongh Wandelpark ligt het Philips van Lenneppark in Lievendaal.

## Fotogalerij

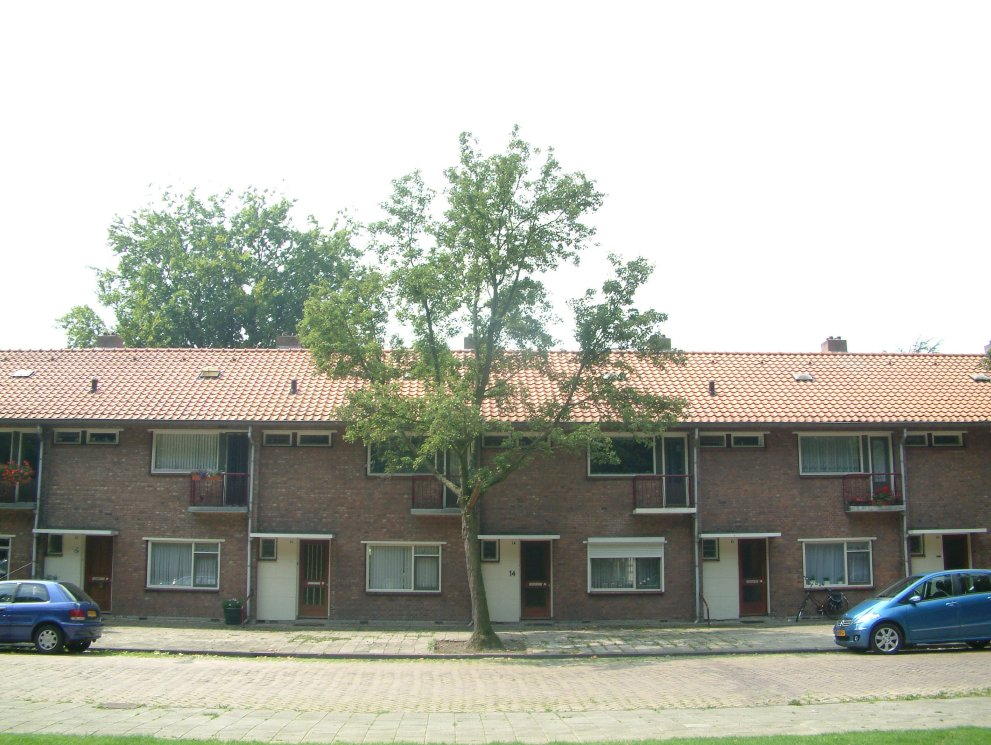
Jacob Oppenheimstraat (Het Ven)
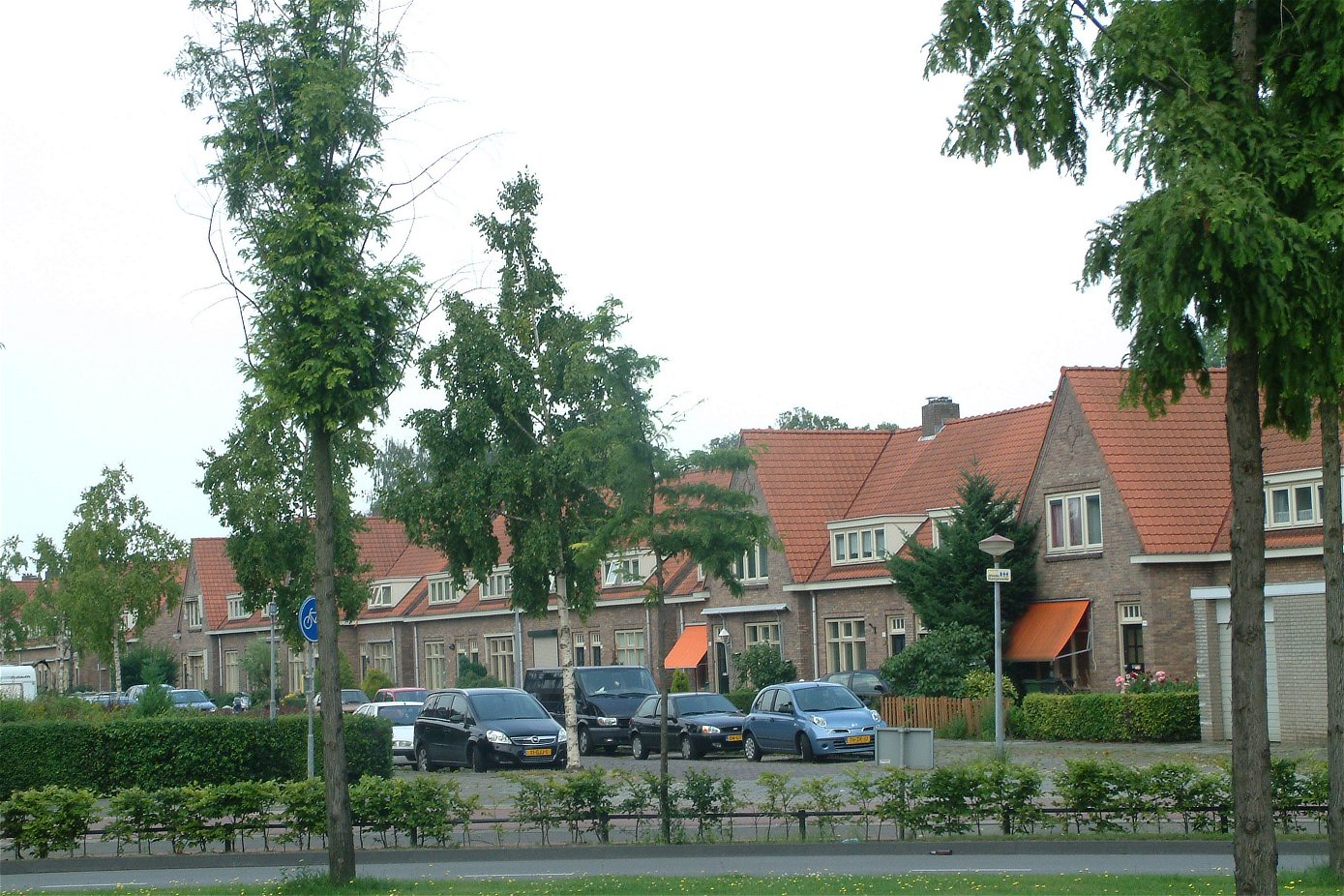
In het Drents Dorp
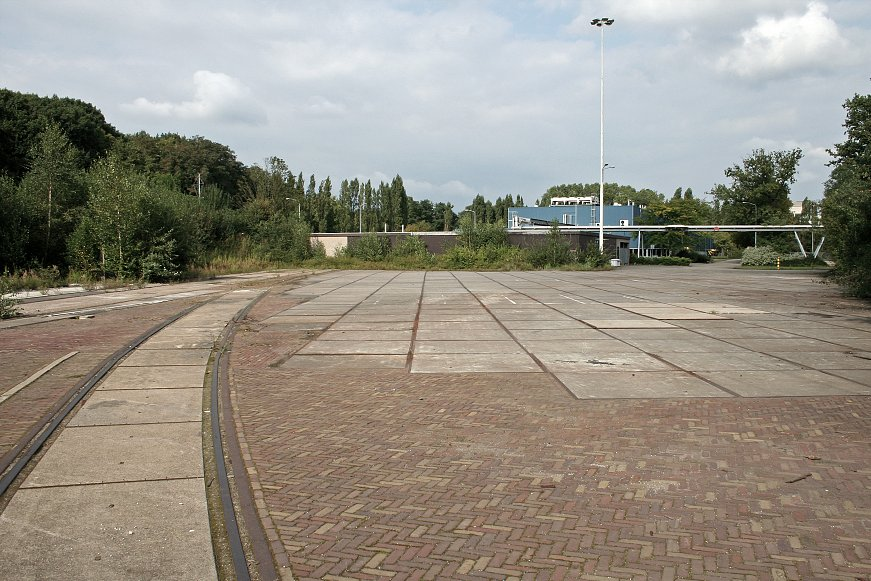
Strijp-R (Zwaanstraat)
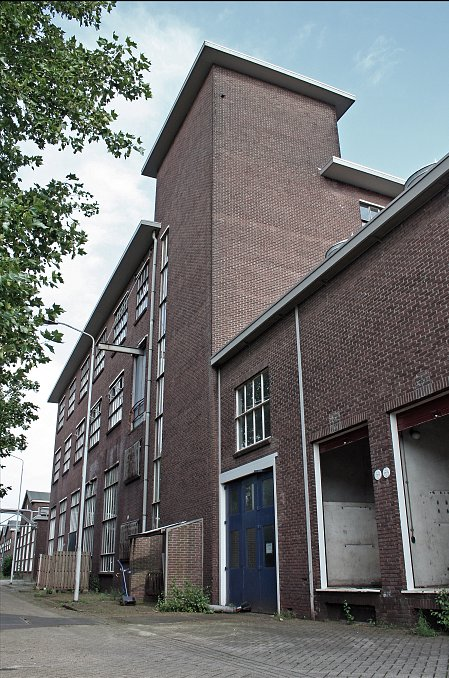
Strijp-R (Zwaanstraat)